# هاتشتدت
هاتشتدت (به آلمانی: Hattstedt) یک شهر در آلمان است که در نوردفرایسلند واقع شده‌است. هاتشتدت ۲٬۴۷۵ نفر جمعیت دارد.